# Francisco Cerúndolo
Francisco Cerúndolo (ur. 13 sierpnia 1998 w Buenos Aires) – argentyński tenisista, reprezentant kraju w Pucharze Davisa, olimpijczyk z Tokio (2020) i Paryża (2024).
Jest starszym bratem Juana Manuela Cerúndolo, który również jest tenisistą.

## Kariera tenisowa
Zawodowy tenisista od 2018 roku.
W 2018 roku zdobył srebrny medal w grze pojedynczej podczas Igrzysk Ameryki Południowej, przegrywając w finale z Tomásem Barriosem 6:7(5), 4:6.
W cyklu ATP Tour Argentyńczyk jest mistrzem trzech turniejów w grze pojedynczej z sześciu rozegranych finałów.
Od 2022 roku reprezentant Argentyny w Pucharze Davisa. Zdobywca Pucharu Lavera 2023 z Drużyną Światową.
Dwukrotny olimpijczyk, z Tokio (2020) i Paryża (2024) gdzie startował w zawodach singlowych. Z rywalizacji w Tokio odpadł w pierwszej rundzie, natomiast w Paryżu awansował do trzeciej rundy.
W rankingu gry pojedynczej najwyżej był na 19. miejscu (19 czerwca 2023), a w klasyfikacji gry podwójnej na 203. pozycji (31 października 2022).

### Finały w turniejach ATP Tour
| Legenda                                      |
| -------------------------------------------- |
| Wielki Szlem                                 |
| Igrzyska olimpijskie                         |
| Tennis Masters Cup / ATP Finals              |
| ATP Masters Series / ATP Tour Masters 1000   |
| ATP International Series Gold / ATP Tour 500 |
| ATP International Series / ATP Tour 250      |

#### Gra pojedyncza (3–3)
| Końcowy wynik | Nr | Data           | Turniej      | Nawierzchnia | Przeciwnik        | Wynik finału     |
| ------------- | -- | -------------- | ------------ | ------------ | ----------------- | ---------------- |
| Finalista     | 1. | 7 marca 2021   | Buenos Aires | Ceglana      | Diego Schwartzman | 1:6, 2:6         |
| Zwycięzca     | 1. | 17 lipca 2022  | Båstad       | Ceglana      | Sebastián Báez    | 7:6(4), 6:2      |
| Finalista     | 2. | 27 maja 2023   | Lyon         | Ceglana      | Arthur Fils       | 3:6, 5:7         |
| Zwycięzca     | 2. | 1 lipca 2023   | Eastbourne   | Trawiasta    | Tommy Paul        | 6:4, 1:6, 6:4    |
| Zwycięzca     | 3. | 27 lipca 2024  | Umag         | Ceglana      | Lorenzo Musetti   | 2:6, 6:4, 7:6(5) |
| Finalista     | 3. | 16 lutego 2025 | Buenos Aires | Ceglana      | João Fonseca      | 4:6, 6:7(1)      |